# Botanische Tuin Fort Hoofddijk

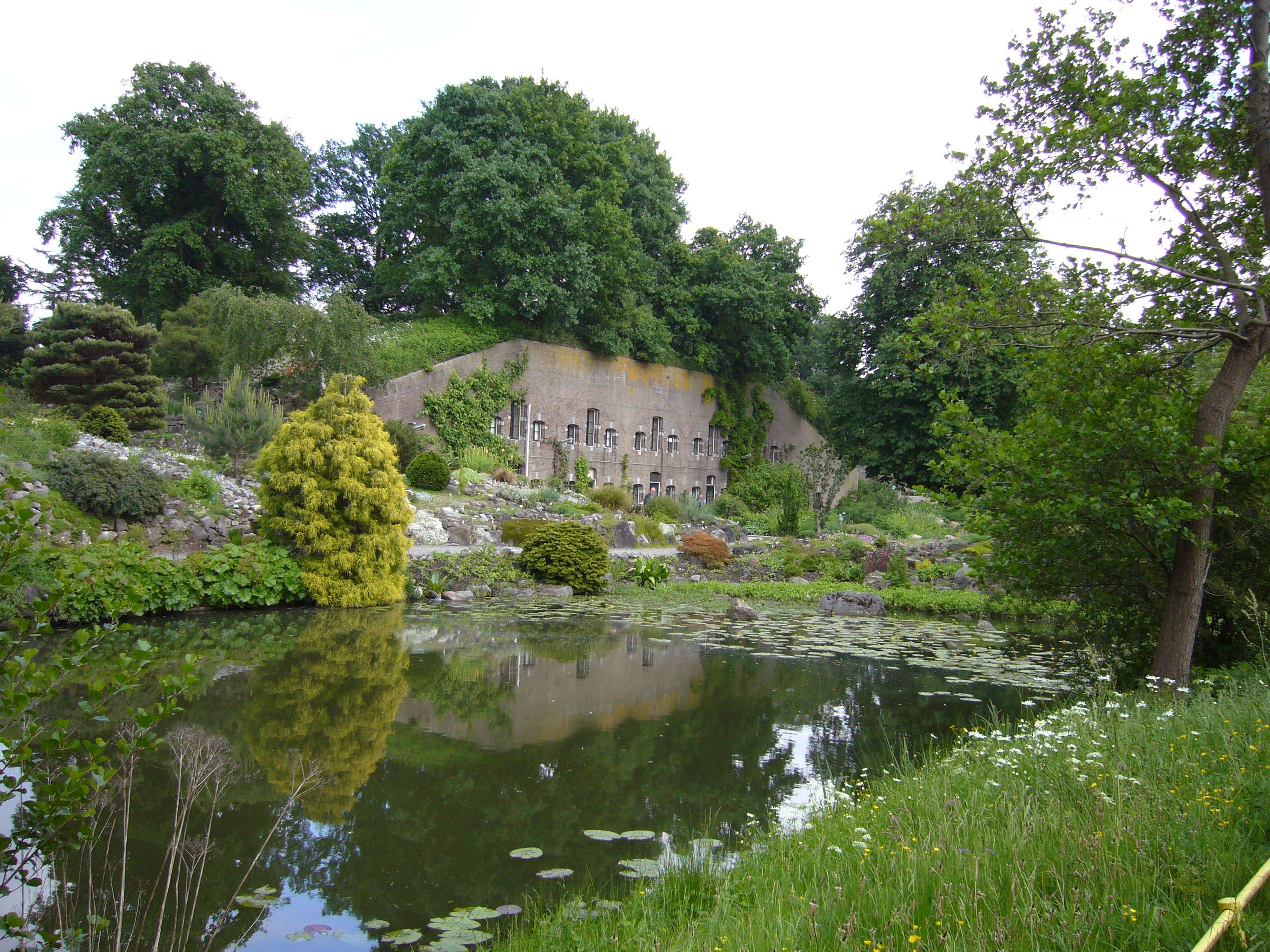
Botanická zahrada Botanische Tuin Fort Hoofddijk

Botanische Tuin Fort Hoofddijk je botanická zahrada Univerzity v Utrechtu (UU). Botanická zahrada je sbírkou živých rostlin pro potřeby univerzity.

## Historie
Botanická zahrada Fort Hoofddijk byla v roce 1963 postavena okolo pevnosti Fort Hoofddijk, stavby z 19. století, na okraji univerzitního areálu Uithof. Zahrada má rozlohu 8 hektarů. V polovině roku 2007 sbírka zahrnovala více než šest tisíc druhů rostlin.

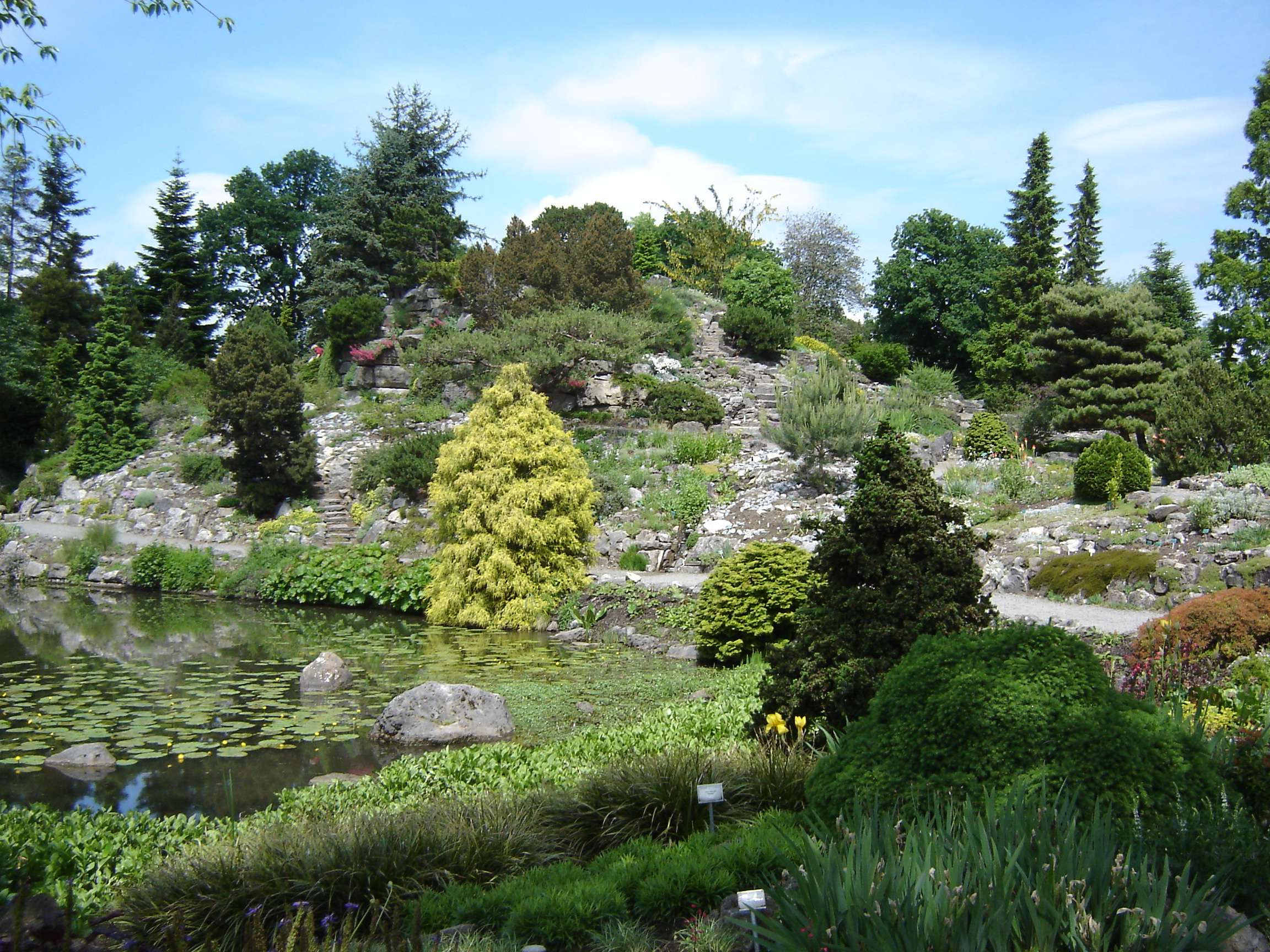

## Prvky
Skalka byla vybudována v těsné blízkosti pevnosti pomocí 2100 tun kamene z Arden. Je považována za největší skalku v Nizozemsku. Jsou zde pěstovány rostliny z celého světa. Zahradu navrhl Willy A. H. Fromme (1915–2008). Některé kameny použité jsou z Cantonspark v Baarn, jiné kameny byly vybrány Willy A. H. Frommem v ardenských lomech.
- Taxonomický systém
- Botanická zahrada s volně rostoucími rostlinami z Kromme Rijn.

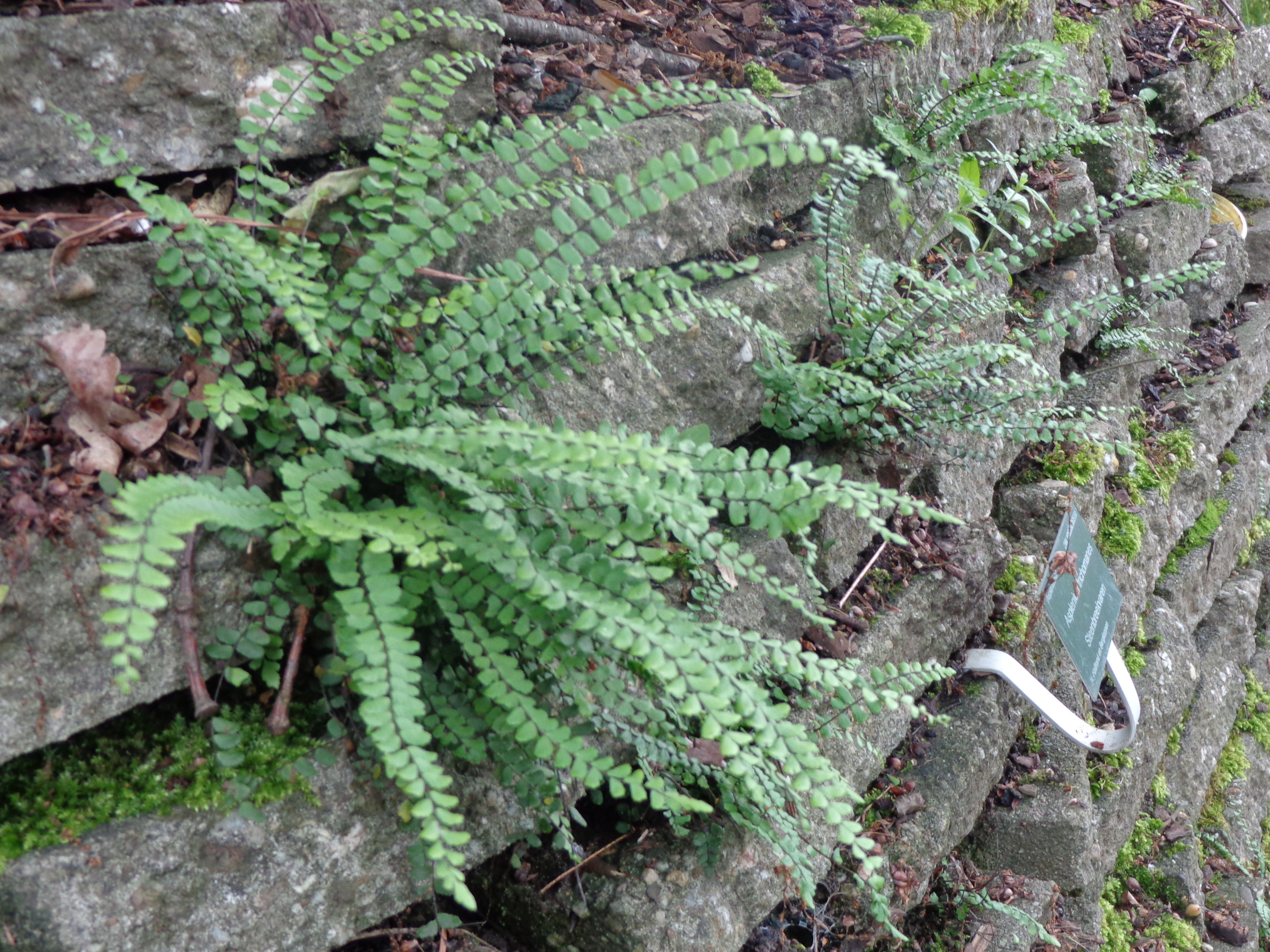
Detail suché zídky s Asplenium trichomanes.

- Tematické zahrady
- Skleníky
- Masožravé rostliny
- Květinová zahrada
- Tisovcovité
- Bambusy

## Národní sbírka
Jako součást národní sbírky rostlin patří mezi řadu botanických zahrad v Nizozemsku, které se specializují na skupiny rostlin. Dílčí kolekce, které jsou udržovány ve Fort Hoofddijk jsou:
- bromeliovité (Bromeliaceae), orchideje (Orchidaceae), Costaceae a Annonaceae (zejména z guianas)
- sukulenty rodu Crassulaceae)
- rod Arisaema
- Arisarum
- Trillium
- Penstemon
- Lecanopteris'